# Pingewood
Pingewood – osada w Anglii, w hrabstwie ceremonialnym Berkshire, w dystrykcie (unitary authority) West Berkshire. Leży 10 km na zachód od centrum miasta Reading i 69 km na zachód od centrum Londynu.